# Metzlerella leptocarpa
Metzlerella leptocarpa là một loài Rêu trong họ Dicranaceae. Loài này được (Schimp. ex Besch.) Thér. mô tả khoa học đầu tiên năm 1926.